# Oscar Magnusson Lindholm
Oscar Nils Hjalmar Magnusson Lindholm, född den 31 januari 2004, är en svensk innebandysspelare som spelar för Storvreta och svenska landslaget.
Magnusson Lindholm har med det svenska landslaget bland annat vunnit guld i World Games år 2025.